# 韋崇
韋 崇（い すう、生没年不詳）は、北魏の政治家。字は洪基。本貫は京兆郡杜陵県。韋閬の甥。

## 経歴
南朝宋の魏郡弋陽郡二郡太守・豫州刺史の韋粛（字は道寿）と鄭氏のあいだの子として生まれた、10歳のときに父が死去し、母に従って北魏に入り、河洛に住んだ。若くして母の兄弟の兗州刺史鄭羲に器量を認められた。中書博士を初任とし、司徒従事中郎に転じた。南潁川郡太守に任じられ、細事にこだわらない統治をおこなって、うまく郡中が治まったため、孝文帝から賞与を受けた。洛陽遷都の後に司州中正となり、まもなく右将軍の位を受けた。咸陽王元禧の下で開府従事中郎をつとめ、また河南邑中正となった。郷郡太守として出向して、任期を終えたが、郡の官民に慰留されて、さらに3年のあいだつとめた。郡にあること9年、司徒諮議に転じた。長らくして華山郡太守に転じて、死去した。

## 子女
- 韋猷之（給事中・歩兵校尉、前将軍・太中大夫）
- 韋休之（給事中・河南邑中正、安西将軍・光禄大夫）
- 韋氏（孝文帝の充華嬪）

## 伝記資料
- 『魏書』巻45 列伝第33
- 『北史』巻26 列伝第14